# Жінка-кішка
Жінка-кішка (англ. Catwoman) — персонажка DC Comics, створена Бобом Кейном і Біллом Фінґером. З'явилась як "Кішка" в Batman №1 (весною 1940 року), одна з найзапекліших ворогів Темного Лицаря і належить до колективу супротивників, які складають його галерею негідників. Однак персонажка також була зображена як антигероїня і стала найвідомішим любовним інтересом Бетмена, з багатьма історіями, що описують їхні складні стосунки любові та ненависті.

## Біографія
Селіна Кайл народилася у одному з найбідніших кварталів Ґотема. Її мати не дуже піклувалася про неї і її сестру Меггі, віддаючи перевагу компанії кішок і життю в мареннях; вона наклала на себе руки, коли Селіні було шість. Ще через 6 років помер її батько-алкоголік Браян Кайл, який часто бив дітей. Сестри потрапили до різних опікунів і не бачили одна одну довгі роки.
Врешті Селіна опинилася у притулку. Жорстокій директорці була дуже не до душі примхливість нової підопічної, і вона регулярно била і замикала дівчинку. Але Селіна не здавалася: використовуючи свої гімнастичні навички і природну спостережливість, вона навчилася відкривати замки і обходити системи безпеки. Спочатку вона просто залізала на дах, де мріяла про краще життя. Одного дня вночі Селіна проникла в кабінет директорки і з'ясувала, що та привласнює гроші, які переводяться притулку. Намагаючись позбавитися від небезпечного свідка, та побила дівчинку і скинула її у мішку в океан, проте холодна вода допомогла Селіні опритомніти і вона врятувалася. Вона шантажувала директорку, змусивши її знищити всі записи про себе, звільнила всіх мешканок притулку і спрямувалася до нового злочинного життя, оскільки вважала його найвірнішим способом вижити у жорстокому світі, зберігши при цьому свободу і незалежність.
Селіна поселилася у Вест Енді і взяла під своє крило молоду повію Голлі, про яку піклувалася як про молодшу сестру. У перервах між крадіжками, ховаючись від поліції, вона для зручності прикидалася колегою Голлі. Випадково зустрівши групу ніндзя, яку вчить безрукий сенсей, Селіна побажала приєднатися до них. Вона була першою жінкою, яку захотів тренувати сенсей, і незабаром стала найкращою у «класі», затьмаривши попереднього учня № 1 — Кая, чим заслужила щиру ненависть останнього. Кай спробував напасти на Селіну, але у винагороду отримав шрами на обличчі. Він обізвав противницю «жінкою-кішкою», собі ж узяв клич «пекельний пес». А Селіна, надихнувшись прикладом Людини-Кажана, який недавно з'явився у місті, зробила собі котячий костюм і стала Жінкою-кішкою.
Проникнувши у будинок ґотемського мафіозі Карміна Фальконе, Селіна вперше зіткнулася з Бетменом. Надалі вони неодноразово зустрічалися: найчастіше знаходилися по різні сторони барикад, але інколи об'єднувалися — проти загального противника або щоб врятувати невинних. Кішці щоразу вдавалося вислизати від месника, уникаючи арешту. Після перших ж зустрічей Бетмен і Жінка-кішка вимушені були зізнатися собі, що їх вабить одне до одного, але, цінуючи власну незалежність, обоє вирішили йти своєю дорогою. Зламавши Бетмену хребет, Бейн швидко взяв під свій контроль весь ґотемський злочинний світ, і Жінка-кішка була вимушена віддавати йому частину видобутку.
Потім вона опинилася на секретній базі, де їй запропонували працювати на уряд. Виконавши кілька завдань, Селіна змогла видалити з руки капсулу з ціанідом, за допомогою якої її контролювала контора, і знайшла докази зв'язку цієї організації з екс-нацистами. Шантажуючи начальство контори, Жінка-кішка добилася того, щоб всі записи про неї було знищено.
Селіна допомогла Бет-команді врятувати Ґотем, коли місто стало вогнищем невиліковної на перший погляд хвороби. Вона також допомогла Лізі Справедливості перемогти суперлиходія Прометея, який проник у штаб Ліги.
Після того, як Ґотем було зруйновано землетрусом, Кішка вирушила на Мангеттен. Там вона використовувала шантаж, щоб стати віцепрезиденткою корпорації, в результаті хитрих махінацій на фондовій біржі казково розбагатіла і вирішила «вкрасти» Нью-Йорк, ставши його очільницею. Політика справа брудна, тому за нею відразу почали полювати різні наймані вбивці та інші сумнівні типи. Один з них, Трікстер (ексцентричний лиходій), повідомив жовту пресу, що Жінка-Кішка і Селіна Кайл — одна людина, не підозрюючи, що це правда, — він просто намагався дискредитувати політичну вискочку. Селіна також потрапила під розслідування махінацій на фондовій біржі, і в результаті їй довелося розіграти власну смерть і повернутися до Ґотему.
У заново відбудованому місті мер Дікерсон вирішив на прикладі Кішки показати, як віднині ставитимуться до злочинців у Ґотемі. Комісар Гордон зробив її ув'язнення своїм першочерговим завданням і попросив Бетмена не втручатися. Після чергової крадіжки Кішку заарештували. Вона не назвала своє ім'я, тому її особу встановити не вдалося (всі записи про Селіну Кайл були давно знищені), всі називали її Джейн Доу. Жінка-Кішка отримала 2 роки у жіночій в'язниці. Там її здібності використовувала у своїх цілях інша ув'язнена — Гарлі Квінн: застосовуючи суміш гіпнозу і медикаментів, екс-психіатринуя змусила Селіну влаштувати їм обом втечу, а потім допомогти їй викрасти Гордона. Втручання Бетмена врятувало комісара і дозволило Кішці звільнитися від контролю Квінн.
Селіна почала мститися мерові Дікерсону і знайшла інформацію, що компрометувала його. Мер вирішив, що вона стала дуже небезпечною, і найняв вбивцю, щоб позбутися її раз і назавжди. Найманець, здавалося, досяг мети: Жінка-кішка зникла під час вибуху. Проте Дікерсон не був впевнений, що вона мертва, і найняв детектива Слема Бредлі провести відповідне розслідування. Слем швидко знайшов зв'язок між «покійною» злодійкою і також «покійною» кандидаткою в мери Нью-Йорка Селіною Кайл і визначив, що це одна людина. Всі його спроби знайти Кішку ні до чого не призвели, але коли детектив повернувся в офіс, то знайшов свою розшукувану там. Селіна розповіла йому, що підлаштувала власну смерть, щоб лягти на дно і подумати, що робити далі. Душевно поговоривши, Слем знищив результати свого розслідування і відмовився від справи.
Після майже піврічної «відпустки» Жінка-кішка повернулася до активних дій. З тих пір її мета — допомагати бідним жителям Іст Енда, захищати тих, кого ігнорує влада, і стримувати злочинність у цьому районі. Тепер вона краде лише у мерзотників.
Зустрівши свою давню подругу Голлі, Кішка переконала її покинути проституцію і стати її помічницею. Діяльність Кішки привела до конфлікту з кримінальним босом Іст Енда — Чорною Маскою. Він підірвав відкритий завдяки старанням Селіни новий суспільний центр, викрав чоловіка її сестри Меггі, а потім і саму сестру, катував обох. Всю інформацію щодо Селіни лиходій отримав від своєї помічниці — Сільвії Синклер, з якою Селіна була знайома ще у дитинстві. Він також збив машиною (не на смерть) Слема Бредлі і викрав Голлі. Щоб звільнити заручників, Кішка вимушена була здатися сама. Дізнавшись, що Чорна Маска все одно збирається вбити всіх, вона звільнилася і атакувала його. Лиходій впав з балкона, проте вижив.
Стосунки між Бетменом і Жінкою-кішкою нарешті перейшли у стадію повноцінного роману: він навіть запросив Селіну до Бет-печери і зняв маску, показавши, хто він насправді. Все це закінчилося, проте, нічим: Бетмен не може дозволити собі любити, боячись, що близькі люди можуть стати жертвами у його війні зі злочинністю.
Після поразки Чорної Маски Іст Енд спробував взяти під свій контроль мафіозний клан Джуніора Галанте. Коли Кішка завдала удару по кишені Галанте, той звернувся до Пінгвіна, який у свою чергу найняв майстерного кілера Філо Зейсса. Вбивця поранив Слема Бредлі і майже вбив Жінку-кішку у сутичці. Проте через кілька місяців Галанте був вбитий на зустрічі мафіозних босів, а Зейсс — побитий Селіною у поєдинку один на один під час найбільшої гангстерської війни.
Жінка-кішка продовжує виконувати свою місію у Іст Енді, протистоячи лиходіям, які намагаються захопити район. Разом з Онікс Селіна долає посланого Чорною Маскою, який тепер став заступником кримінального світу всього Ґотема, Вбивцю Крока. Але потім Хаш пропонує Кішці операцію, у ході виконання якої героїня випускає на волю останнього Клейфейса, з яким вона стикалася раніше.
Прикинувшись злочинницею, вона проникає у банду Гьюго Стрейнджа, поступово здаючи її учасників Бетмену і поліції. Під час Безкінечної Кризи Селіна дізнається від Затанни, що герої Ліги кілька років тому стерли пам'ять і їй, таким чином перетворивши злочинницю на героїню. У ході чергового протистояння Селіни і Чорної Маски постраждалий Слем Бредлі потрапляє до лікарні, а Кішка знайомиться з сином детектива, який, працюючи під прикриттям, раніше теж входив у банду Стрейнджа. У гніві від того, що Сионіс зробив з її другом, Кішка в поєдинку один на один долає Маску і застрелює гангстера. Рік потому Селіна народжує дочку Гелену.
Голлі надягає костюм Кішки, щоб замінити подругу. На жаль, вона стикається зі ще одним колишнім учасником банди Гьюго — Трикутником. Лиходій легко перемагає початківицю. Запис бою потрапляє до напівбожевільного Кіно-Фанатика. Маніяк пропонує партнерство Трикутнику і продає запис, на якому видно обличчя Кішки без маски детективові Ленегану. Удвох злочинці намагаються викрасти Гелену, але Селіна долає їх і просить на сплату боргу Затанну стерти їм пам'ять. Ленеган намагається заарештувати Голлі за підозрою у вбивстві Чорної Маски. Але на божевільного кіномана магія діє не так, як повинна б, і замість того, щоб здатися поліції, Кіно-Фанатик починає вбивати тих, з ким стикається, попутно збираючись повторити у злочинах великі фільми минулого. Селіна і Голлі разом зупиняють його, коли той намагається підірвати місто за допомогою атомної бомби.
Пізніше Слем Бредлі відвідує сімейство, і з'ясовується, що рік тому після вбивства Сионіса його помічник взяв на себе керівництво організацією і, поки Слем був в лікарні, Кішка і Сем, його син, разом протистояли гангстерам і полюбили одне одного. Але незабаром лиходії знаходять пару, і Сему доводиться пожертвувати собою, щоб врятувати кохану і дитину, про існування якої він дізнається за секунду до загибелі.
Калькулятор просить Кішку дістати дещо важливе з схованки Лекса Лютора у Метрополісі. Там Селіна стикається з роботом-двійником найгеніальнішого магната і експрезидента. У той же час останні учасники банди Стрейнджа, Серп і Молот, втікають з секретної установи на Алясці. Вони повертаються у Ґотем, щоб розрахуватися з Жінкою-кішкою, але замість цього ловлять Голлі і вбивають Ленегана. Селіна рятує напарника, а трохи пізніше і свою дочку від російської пари. Під час вторгнення амазонок у Ґотем Брюс просить Кішку стати шпигункою у лігві ворога, але замість цього вона стає мішенню для поліції, а метою ворогів — знову її дочка Гелена. Після цього Селіна влаштовує за допомогою Темного Лицаря свою «загибель» на екрані всіх телеканалів. Але і цього їй виявляється замало. Кішка віддає дочку в притулок і просить Затанну стерти всі спогади про неї зі своєї пам'яті. Чарівниця відмовляється, але наступного ранку Селіна прокидається у порожній квартирі і без свого костюму. Її будинок вибухає, а схованки виявляються обчищені. Героїня звертається за допомогою до Калькулятора, але той не квапиться допомагати старій знайомій. Під час полювання на злочинця під псевдонімом Крадій, який і міг її обкрасти, Кішку бере у полон Загін Самогубців і відправляє разом з Лютором, Бейном, Дедшотом, Чемо і Блокбастером на Пекельну Планету… Тут героїню з радістю зустріли старі знайомі, які вже дуже сильно мріяли розрахуватися з нею за минулі сутички. Під час виконання завдання Лютора Гепард підставляє напарника, і Селіна потрапляє до ілюзорного світу, в якому вона може робити все, що завгодно, навіть побити Лігу Справедливості. Лекс не має сили врятувати Кішку, але Марсіанський Мисливець, який таємно замаскувався серед всіляких лиходіїв, пояснює їй, як вибратися з небезпечного сну. У відповідь на порятунок свого життя Селіна розкриває лиходіям особу фальшивого «Блокбастера», і Марсіанин опиняється в полоні…
Під час нападу на табір Парадемонів з Апоколіпса Кішка розповідає Лексу про безпечний куточок, у якому влаштувався Вандал Дикий зі своїм гаремом. Лиходіям вдається врятуватися і повернутися на Землю. Селіна насамперед звільняє Слема Бредлі, який її розшукує, з лап злочинця, що розмножується, і готує пастку, підставляючи Крадія під вбивство цього дрібного негідника. У результаті героїня здає побитого і приниженого злочинця поліції, а сама знову працює разом з Темним Лицарем у справі полювання на Доктора Езопа.

## Адаптації

### Телебачення

Камрен Бікондова у ролі Селіни Кайл

#### «Ґотем»
У телесеріалі «Ґотем» роль Селіни виконує акторка і танцівниця Камрен Бікондова. Оскільки дія серіалу розгортається в часи загибелі батьків Брюса, Селіні тут 13 років. На початку серіалу вона живе на вулиці і промишляє дрібними крадіжками на прожиток. Була свідком вбивства Вейном і вмовляє Гордона звільнити її з колонії в обмін на інформацію. Пізніше проживає в особняку Вейнів.

### Фільми

#### Бетмен повертається(1992)
У художньому фільмі Тіма Бертона 1992 року «Бетмен повертається» Жінку-кішку зобразила Мішель Пфайффер. Інші актриси, включаючи Мадонну (яка була головною претенденткою на роль), Дженніфер Білз, Лоррейн Бракко і Демі Мур, проходили проби на цю роль, а актрка Шон Янґ проводила активну кампанію, щоб отримати собі цю роль (навіть прийшовши на студію Warner Bros. у саморобному костюмі Жінки-кішки). Коли Тіму Бертону запропонували Мішель Пфайффер, продюсери вирішили: "Вона ідеальна. Вона може бути і Селіною Кайл, і Жінкою-кішкою".
У цій версії Селіна Кайл зображена мишастою, самотньою і розчарованою секретаркою корумпованого магната Макса Шрека. Після того, як Селіна випадково дізнається про план Шрека побудувати електростанцію, яка б крала електроенергію Ґотема, Шрек намагається вбити її, виштовхнувши з вікна свого офісу на останньому поверсі. Вона виживає після падіння і таємничим чином зцілюється групою вуличних котів, які збираються навколо неї. Повернувшись додому, вона переживає нервовий зрив і стає більш спокусливою та смертоносною приймаючи образ Жінки-кішки. У рамках свого великого плану зі знищення Шрека вона об'єднується з Пінгвіном, чим привертає увагу Бетмена. Тим часом вона починає стосунки з Брюсом Вейном, спочатку не знаючи, що він — Бетмен. Коли вона несвідомо допомагає Пінгвіну підставити Бетмена у вбивстві, її совість прокидається, та прагнення помсти поступово руйнує її. У кульмінації фільму Жінка-кішка намагається вбити Шрека. Хоча Шрек стріляє в неї кілька разів, йому не вдається вбити її. Тоді вона вбиває Шрека, цілуючи його з електрошокером у роті, тримаючись за оголений кабель живлення. Відбувається вибух, але після нього Бетмен знаходить лише обвуглений труп Шрека; Жінки-кішки там немає. Коли згодом у нічному небі з'являється сигнал Кажана, фігура у вбранні Жінки-кішки спостерігає за ним здалеку, що свідчить про те, що вона вижила.
До оголошення про те, що Майкл Кітон повернеться до ролі Бетмена у фільмі «Флеш» (2023), Пфайффер раніше заявляла про бажання та ентузіазм повторити свою роль Жінки-кішки. В інтерв'ю 2021 року для Screen Rant Пфайффер заявила, що вона була б зацікавлена у повторному виконанні ролі у «Флеші», але у фільмі вона так не з'являється.

#### Темний лицар повертається(2012)
У цьому фільмі Селіна Кайл постає як антигероїня. Її минуле не розкривається, але на момент подій фільму вона займається крадіжкою вже давно. Її наймає корумпований бізнесмен Джон Даггет, щоб вкрасти відбитки пальців Брюса Вейна в обмін на програму «Чистий аркуш», яка знищить інформацію про неї з усіх баз даних. Селіні це вдається, паралельно вона краде перлове намисто покійної матері Брюса. Вейн помічає крадіжку і викриває злодійку, але та ховається.
Селіна передає відбитки людям Даггет, однак, ті намагаються її усунути, але вона хитрістю вислизає з пастки. Вона нападає на Даггет в його будинку, щоб отримати обіцяне (хоча вже сумнівається в його існуванні), але злодійку атакують люди Бейна. Брюс, що знову став Бетменом, рятує Селіну і пропонує їй «Чистий аркуш» в обмін на те, що Селіна покаже притулок Бейна. Селіна погоджується, але це виявляється пасткою — злодій погрожував їй, і Селіна була змушена заманити Бетмена в пастку Бейна, який б'є героя і відкриває злодійці його особу.
Через п'ять місяців Бетмен повертається в Ґотем, захоплений Бейном, і знову пропонує Селіні співпрацю, вірячи, що насправді вона на боці справедливості. Герой віддає їй флешку з програмою «Чистий аркуш» і просить допомогти звільнити місто від Ліги Тіней. Для цього Брюс дає їй Бетпод, а сам використовує літальний апарат Бет. Селіна допомагає позбутися солдатів Ліги і рятує життя Бетмена, розстрілявши Бейна з кулеметів Бетподу. У фіналі, коли Брюс вирішує пожертвувати собою і понести бомбу Бейна на Бет, Селіна пристрасно цілує його на прощання, давши знати про свої почуття. Після вибуху Брюс інсценує свою смерть та відходить від боротьби зі злочинністю, їдучи разом з Селіною в Європу, де їх зустрічає Альфред. Там вони починають жити разом. Брюс дозволяє їй залишити собі намисто його матері як подарунок.
У фільмі Селіну ніколи не називають Жінкою-кішкою, проте це ім'я фігурує на сторінці газетної статті про одне з її пограбувань, яку переглядають Альфред і Брюс. Також ця назва з'являється на різних товарах, пов'язаних з фільмом. До маски-пов'язки героїні прикріплені окуляри-сканер для злому сейфів, які в невживаному стані стоять перпендикулярно до голови, нагадуючи котячі вуха. Замість хлиста Селіна озброєна пістолетом і гострими підборами своїх чобіт. У характер Селіни були внесені деякі зміни. Зокрема, вона легко вбиває людей, якщо вважає це за потрібне.

#### Бетмен(2022)
Жінка-кішка з'являється у фільмі Метта Рівза «Бетмен» 2022 року у виконанні Зої Кравітц, яка раніше озвучувала її у мультфільмі «Lego Фільм: Бетмен» 2017 року. На цю роль також проходили кастинґ Зазі Бітц, Алісія Вікандер, Ана де Армас, Елла Балінська та Ейcа Ґонзалес. Ця версія персонажки є біологічною донькою Кармайна Фальконе, народженою від його роману з Марією, яка працювала на ватажока мафії, Селіна так само працює на нього офіціанткою у закладі «Iceberg Lounge» разом зі своєю сусідкою по кімнаті Аннікою Козловою, підробляючи при цьому крадійкою. Коли вона дізнається, що Фальконе вбив Анніку через те, що та здала Сала Мароні, щоб його заарештували, вона намагається вбити свого батька, але її зупиняє Бетмен. Пізніше вона допомагає Бетмену зупинити план Загадника вбити новообраного мера Ґотема. Після чого вона вирішує покинути Ґотем і перед прощанням попереджає Бетмена, що на її думку Ґотем ніколи не зміниться, а його зусилля допомогти — марні. У фільмі її ніколи не називають «Жінкою-кішкою», але в одній сцені вона називає себе «Кішкою» і носить маску з силуетом, схожим на котячі вуха.